# Canencia
Canencia – miejscowość w Hiszpanii we wspólnocie autonomicznej Madryt, w dolinie Valle alto del Lozoya, 83 km od Madrytu. Dużą rolę w rozwoju gospodarki pełni sadownictwo oraz sektor budowlany.

## Atrakcje turystyczne
- Kościół Santa Maria del Castillo, zbudowany w XV wieku w stylu gotyckim, gruntownie odremontowany w XX wieku
- Trzy średniowieczne mosty